# Liste der Baudenkmale in Panketal
In der Liste der Baudenkmale in Panketal sind alle Baudenkmale der brandenburgischen Gemeinde Panketal und ihrer Ortsteile aufgeführt. Grundlage ist die Landesdenkmalliste mit dem Stand vom 31. Dezember 2020. Die Bodendenkmale sind in der Liste der Bodendenkmale in Panketal aufgeführt.

## Legende
In den Spalten befinden sich folgende Informationen:
- ID-Nr.: Die Nummer wird vom Brandenburgischen Landesamt für Denkmalpflege vergeben. Ein Link hinter der Nummer führt zum Eintrag über das Denkmal in der Denkmaldatenbank. In dieser Spalte kann sich zusätzlich das Wort Wikidata befinden, der entsprechende Link führt zu Angaben zu diesem Denkmal bei Wikidata.
- Lage: die Adresse des Denkmales und die geographischen Koordinaten. Link zu einem Kartenansichtstool, um Koordinaten zu setzen. In der Kartenansicht sind Denkmale ohne Koordinaten mit einem roten beziehungsweise orangen Marker dargestellt und können in der Karte gesetzt werden. Denkmale ohne Bild sind mit einem blauen bzw. roten Marker gekennzeichnet, Denkmale mit Bild mit einem grünen beziehungsweise orangen Marker.
- Bezeichnung: Bezeichnung in den offiziellen Listen des Brandenburgischen Landesamtes für Denkmalpflege. Ein Link hinter der Bezeichnung führt zum Wikipedia-Artikel über das Denkmal.
- Beschreibung: die Beschreibung des Denkmales
- Bild: ein Bild des Denkmales und gegebenenfalls einen Link zu weiteren Fotos des Baudenkmals im Medienarchiv Wikimedia Commons

## Denkmalbereich
| ID-Nr.   | Lage                       | Bezeichnung                                                                        | Beschreibung | Bild |
| -------- | -------------------------- | ---------------------------------------------------------------------------------- | ------------ | ---- |
| 09175423 | Zepernick, Panketal (Lage) | Satzung zum Schutz des Denkmalbereichs Winkelangerdorf Zepernick, Landkreis Barnim |              | BW   |

## Baudenkmale in den Ortsteilen

### Hobrechtsfelde
| ID-Nr.                           | Lage                                                     | Bezeichnung | Beschreibung | Bild                  |
| -------------------------------- | -------------------------------------------------------- | --- | --- | --------------------- |
| 09175094                         | Hobrechtsfelder Dorfstraße 5-50 (Lage)                   | Berliner Stadtgut Hobrechtsfelde mit Getreidespeicher/Wasserturm, Scheune und Verwaltungshaus (einschließlich Mauereinfriedung), Schienenfragmenten der Hobrechtsfelder Wirtschaftsbahn auf dem Gutsgelände und der Hobrechtsfelder Dorfstraße; Anlage mit Schule, Gemeinschaftshaus, Schnitterkaserne, Häuslingskaserne sowie Gutsarbeiterhäusern mit Nebengebäuden | Die Schienenfragmente gehören zur Hobrechtsfelder Wirtschaftsbahn. | weitere Bilder        |
| 09175792 Teilobjekt zu: 09175094 | Hobrechtsfelder Dorfstraße (Lage)                        | Speicher & Wasserturm | | Speicher & Wasserturm |
| 09175793 Teilobjekt zu: 09175094 | Hobrechtsfelder Dorfstraße (Lage)                        | Scheune | Die Scheune liegt nordwestlich des Getreidespeichers. | Scheune               |
| 09175794 Teilobjekt zu: 09175094 | Hobrechtsfelder Dorfstraße 45 (Lage)                     | Verwaltungsgebäude | | Verwaltungsgebäude    |
| 09175795 Teilobjekt zu: 09175094 | Hobrechtsfelder Dorfstraße 14, 15 (Lage)                 | Schule | | Schule                |
| 09175796 Teilobjekt zu: 09175094 | Hobrechtsfelder Dorfstraße 24 (Lage)                     | Wohnheim | | Wohnheim              |
| 09175799 Teilobjekt zu: 09175094 | Hobrechtsfelder Dorfstraße 24 (Lage)                     | Saalbau | | Saalbau               |
| 09175798 Teilobjekt zu: 09175094 | Hobrechtsfelder Dorfstraße 25 (Lage)                     | Wohnheim | | Wohnheim              |
| 09175798 Teilobjekt zu: 09175094 | Hobrechtsfelder Dorfstraße 26 (Lage)                     | Wohnheim | | Wohnheim              |
| 09175800 Teilobjekt zu: 09175094 | Hobrechtsfelder Dorfstraße 39, 40, 41, 42, 43, 44 (Lage) | Wohnhaus | Die drei Zweifamilienhäuser befinden sich westlich der Dorfstraße. | Wohnhaus              |
| 09175802 Teilobjekt zu: 09175094 | Hobrechtsfelder Dorfstraße 36a, 49 ()                    | Wirtschaftsgebäude | | ein Bild hochladen    |
| 09175801 Teilobjekt zu: 09175094 | Hobrechtsfelder Dorfstraße ()                            | Wohnhaus | Es handelt sich um sechs Vierfamilienhäuser. Zwei liegen nördlich der Schule, eins liegt auf der Ostseite, vier liegen südlich der Schule auf beiden Straßenseite, und eines als südlicher Abschluss auf der Westseite. | ein Bild hochladen    |
| 09175803 Teilobjekt zu: 09175094 | Hobrechtsfelder Dorfstraße 36a, 49 ()                    | Wirtschaftsgebäude | | ein Bild hochladen    |

### Schwanebeck
| ID-Nr.   | Lage                    | Bezeichnung                                    | Beschreibung | Bild           |
| -------- | ----------------------- | ---------------------------------------------- | --- | -------------- |
| 09175391 | Dorfstraße 23 (Lage)    | Dorfkirche                                     | Die Dorfkirche wurde im 13. Jahrhundert als einfacher Kirchenbau errichtet, später erweitert und mehrfach umgebaut. Seit dem Jahr 2001 kümmert sich ein speziell gegründeter Kirchenförderverein um alle Belange des Erhalts, der Sanierung, der außerkirchlichen Nutzung. | weitere Bilder |
| 09175954 | Kolpingstraße 16 (Lage) | Katholische Kirche „Maria, Hilfe der Christen“ | | weitere Bilder |

### Zepernick
| ID-Nr.            | Lage                                                | Bezeichnung                                                              | Beschreibung | Bild                                                                     |
| ----------------- | --------------------------------------------------- | ------------------------------------------------------------------------ | --- | ------------------------------------------------------------------------ |
| 09175414          | Bahnhofstraße (Lage)                                | Gesamtanlage S-Bahnhof Röntgental der S-Bahn-Strecke Bernau-Blankenfelde | S-Bahnhof Röntgental | Gesamtanlage S-Bahnhof Röntgental der S-Bahn-Strecke Bernau-Blankenfelde |
| 09175415          | Bahnhofstraße / Heinestraße (Lage)                  | Gedenkstätte für die Opfer des Faschismus (OdF), im Goethepark           | | Gedenkstätte für die Opfer des Faschismus (OdF), im Goethepark           |
| 09175421          | Heinestraße 57-60 (Lage)                            | Wohnanlage mit Wohnhäusern und Wirtschaftsgebäuden                       | | Wohnanlage mit Wohnhäusern und Wirtschaftsgebäuden                       |
| 09175422          | Heinestraße 69, 69a, 70, Winklerstraße 8, 8a (Lage) | Wohnhäuser                                                               | | Wohnhäuser                                                               |
| 09175603          | Schönerlinder Straße 46 (Lage)                      | Schule                                                                   | Das zweigeschossige Schulgebäude wurde im August 1909 als dritter Schulbau im Ort fertiggestellt. Nach der Einführung der allgemeinen Schulpflicht durch den Großen Kurfürsten in der Mark Brandenburg diente zunächst ein Raum des um 1700 errichteten Küsterhauses als Unterrichtsraum. Zwischen 1834 und 1838 wurde ein gesondertes Schulhaus gebaut, weil die Einwohnerzahlen stark zugenommen hatten. Das genügte jedoch nach rund 70 Jahren auch nicht mehr, so dass das heutige Schulhaus entstand, in dem auch die Gemeindeverwaltung untergebracht wurde. In den 1930er und 1960er Jahren mussten Erweiterungsbauten vorgenommen werden; die Gemeindeverwaltung bekam ein eigenes Amtsgebäude. | Schule                                                                   |
| 09175473          | Schönower Straße (Lage)                             | Gesamtanlage S-Bahnhof Zepernick                                         | Das Bahnhofsgebäude wurde 2009 von der Gemeinde für 25.000 Euro gekauft. Im Erdgeschoss befindet sich ein einzelner Raum, im Obergeschoss die ehemalige Wohnung des Bahnwärters. Der Dachboden ist nur eingeschränkt nutzbar. | Gesamtanlage S-Bahnhof Zepernick                                         |
| 09175085          | Schönower Straße 49 (Lage)                          | Arztwohnhaus mit Praxis                                                  | | Arztwohnhaus mit Praxis                                                  |
| 09175413 Wikidata | Schönower Straße 74 (Lage)                          | Pfarrkirche St. Annen                                                    | Die evangelische Kirche stammt aus der Mitte des 13. Jahrhunderts. In den Jahren 1889 und 1890 wurde die Kirche umgebaut. | weitere Bilder                                                           |